# Tetraria bachmannii
Tetraria bachmannii är en halvgräsart som beskrevs av Georg Kükenthal. Tetraria bachmannii ingår i släktet Tetraria och familjen halvgräs. Inga underarter finns listade i Catalogue of Life.